# La Voie des rois
La Voie des rois (titre original : The Way of Kings) est un roman de fantasy de Brandon Sanderson, paru en 2010 aux États-Unis puis en 2015 en français. C’est le premier tome d’une série prévue pour compter dix livres consacrés au monde de Roshar et intitulée Les Archives de Roshar.
Initialement prévu comme un seul ouvrage en français, il a été divisé en deux à cause de sa taille. 

## Résumé
Engagé de force dans l’une des armées qui affrontent les Parshendis, Kaladin tente de sauver ses convictions dans une guerre qui perd chaque jour de vue son but initial, venger le roi assassiné cinq ans plus tôt peu après la signature d’un traité de paix. Chef militaire de l’une de ces armées, le clarissime Dalinar Kholin s’intéresse de plus en plus à un texte ancien, la Voie des rois, reliquat de l’époque des Chevaliers Radieux dont seules les armures et les épées subsistent encore.
Au même moment, dans une cité lointaine, Shallan, héritière d’une maison noble au bord de la ruine découvre les arts magiques et les secrets des mythiques Chevalier Radieux.

## Récompense
L’ouvrage a remporté le prix David Gemmell du meilleur roman de fantasy 2011.